# Ронкадор (риф)

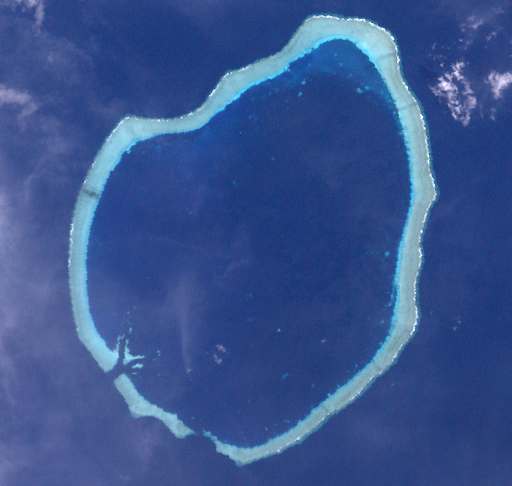
Космический снимок рифа

Ронкадор (Канделярия) (англ. Roncador Reef) — риф в Тихом океане. Административно входит с состав одноимённой провинции Малаита меланезийского государства Соломоновы Острова. Географически расположен между рифом Онтонг-Джава и островом Санта-Исабель из архипелага Соломоновых островов. Координаты рифа 6°13′40″ ю. ш. 159°22′53″ в. д..